# Chương trình HiWish
HiWish là một chương trình do NASA thành lập để bất kỳ ai cũng có thể đề xuất một địa điểm chụp cho camera HiRISE trên Tàu quỹ đạo trinh sát sao Hỏa để thực hiện. Nó được bắt đầu vào tháng 1 năm 2010. Trong vài tháng đầu tiên của chương trình, 3000 người đã đăng ký sử dụng HiRISE. Những hình ảnh đầu tiên được phát hành vào tháng 4 năm 2010  Hơn 7000 đề xuất đã được công chúng đưa ra; đề xuất được đưa ra cho các mục tiêu trong mỗi 30 hình tứ giác của Sao Hỏa. Hình ảnh được chọn phát hành đã được sử dụng cho ba cuộc hội đàm tại Hội nghị xã hội sao hỏa quốc tế thường niên lần thứ 16. Dưới đây là một số trong số hơn 4.224 hình ảnh đã được phát hành từ chương trình HiWish vào tháng 3 năm 2016.

## Đặc điểm sông băng
Một số cảnh quan trông giống như sông băng di chuyển ra khỏi thung lũng núi trên Trái đất. Một số có vẻ ngoài rỗng tuếch, trông giống như một dòng sông băng sau khi gần như tất cả băng trên đó đã biến mất. Những gì còn lại là các bụi bẩn và mảnh vụn do sông băng mang theo. Trung tâm bị rỗng vì băng hầu hết đã biến mất. Những dòng sông băng được cho là núi cao này được gọi là các dạng giống như sông băng (GLF) hoặc dòng chảy giống như sông băng (GLF). Các dạng giống như sông băng là một thuật ngữ ra đời muộn hơn và có thể chính xác hơn bởi vì chúng ta không thể chắc chắn cấu trúc hiện đang di chuyển là gì.

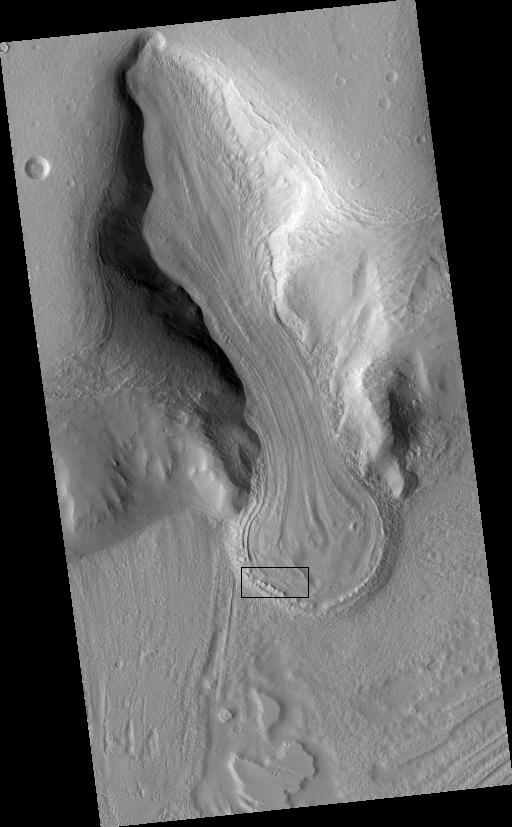
Possible glacier flowing down a valley and spreading out on a plain. Rectangle shows a portion that is enlarged in the next image.
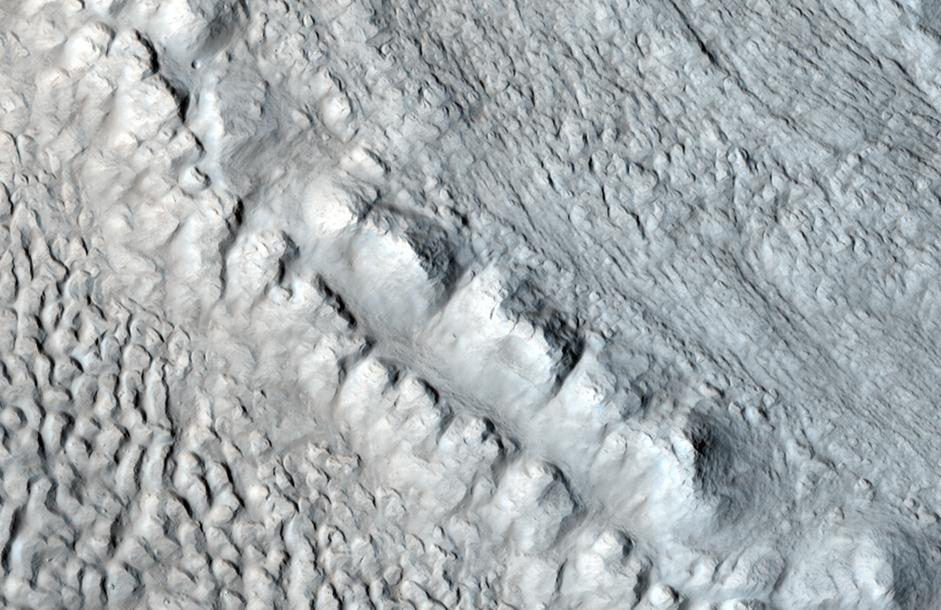
Enlargement of the area in the rectangle in the previous image. This area would be called a moraine in an alpine glacier on Earth.
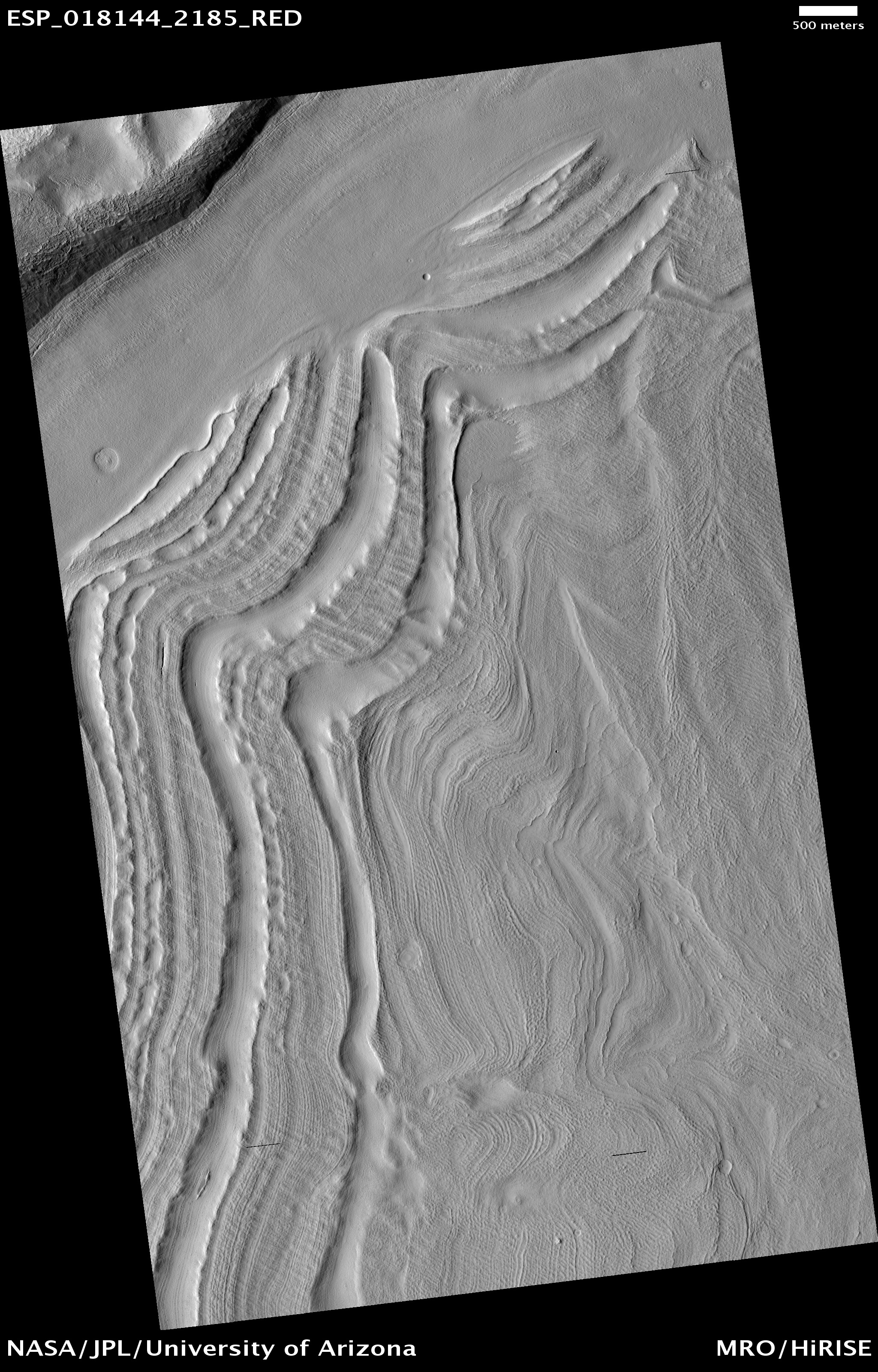
Well-developed hollows of concentric crater fill, as seen by HiRISE under the HiWish program.
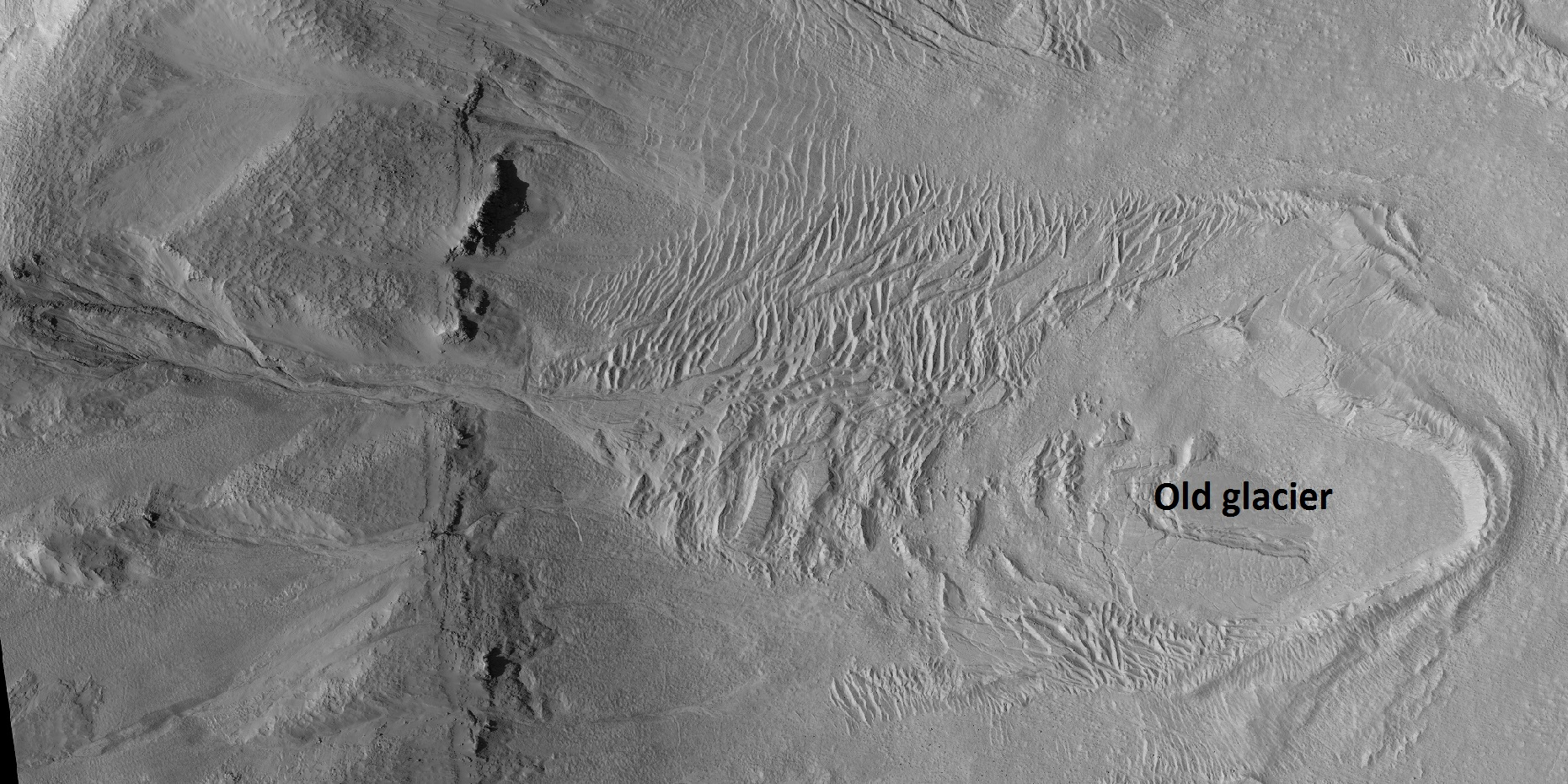
Glacier on a crater floor, as seen by HiRISE under HiWish program The cracks in the glacier may be crevasses.  There is also a gully system on the crater wall.
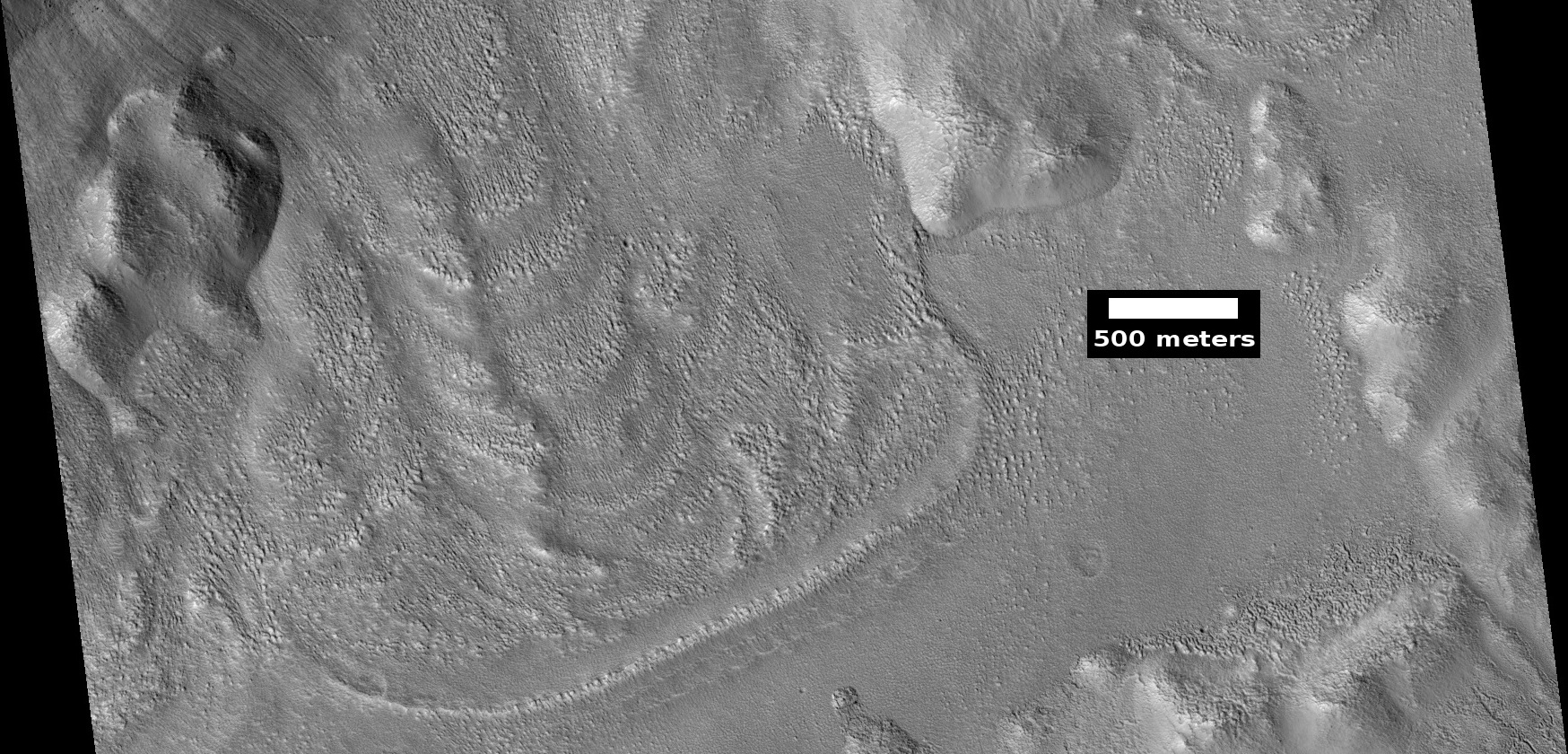
Glacier coming out of valley, as seen by HiRISE under HiWish program Location is rim of Moreux Crater.  Location is Ismenius Lacus quadrangle.

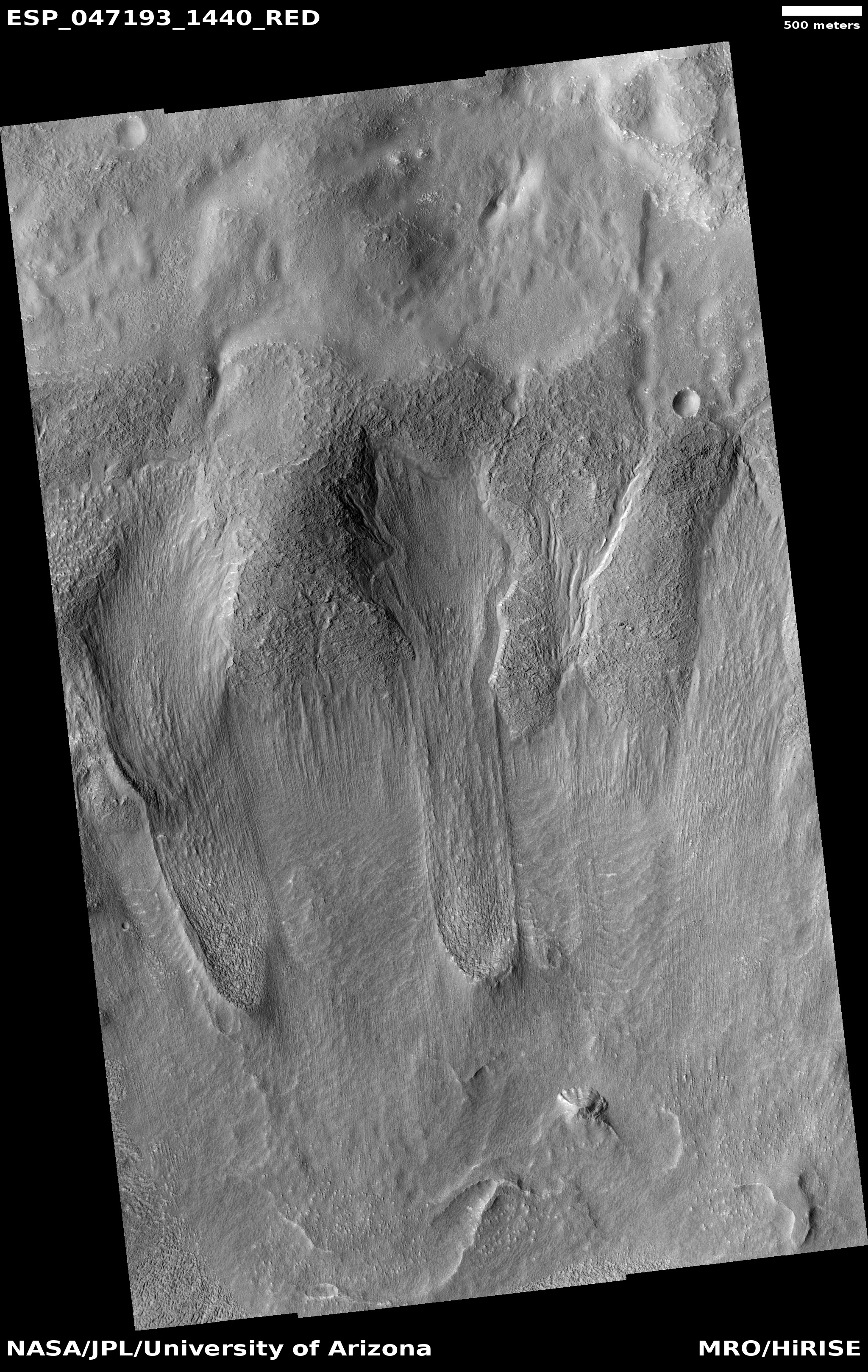
Wide view of tongue-shaped flows, as seen by HiRISE under the HiWish program
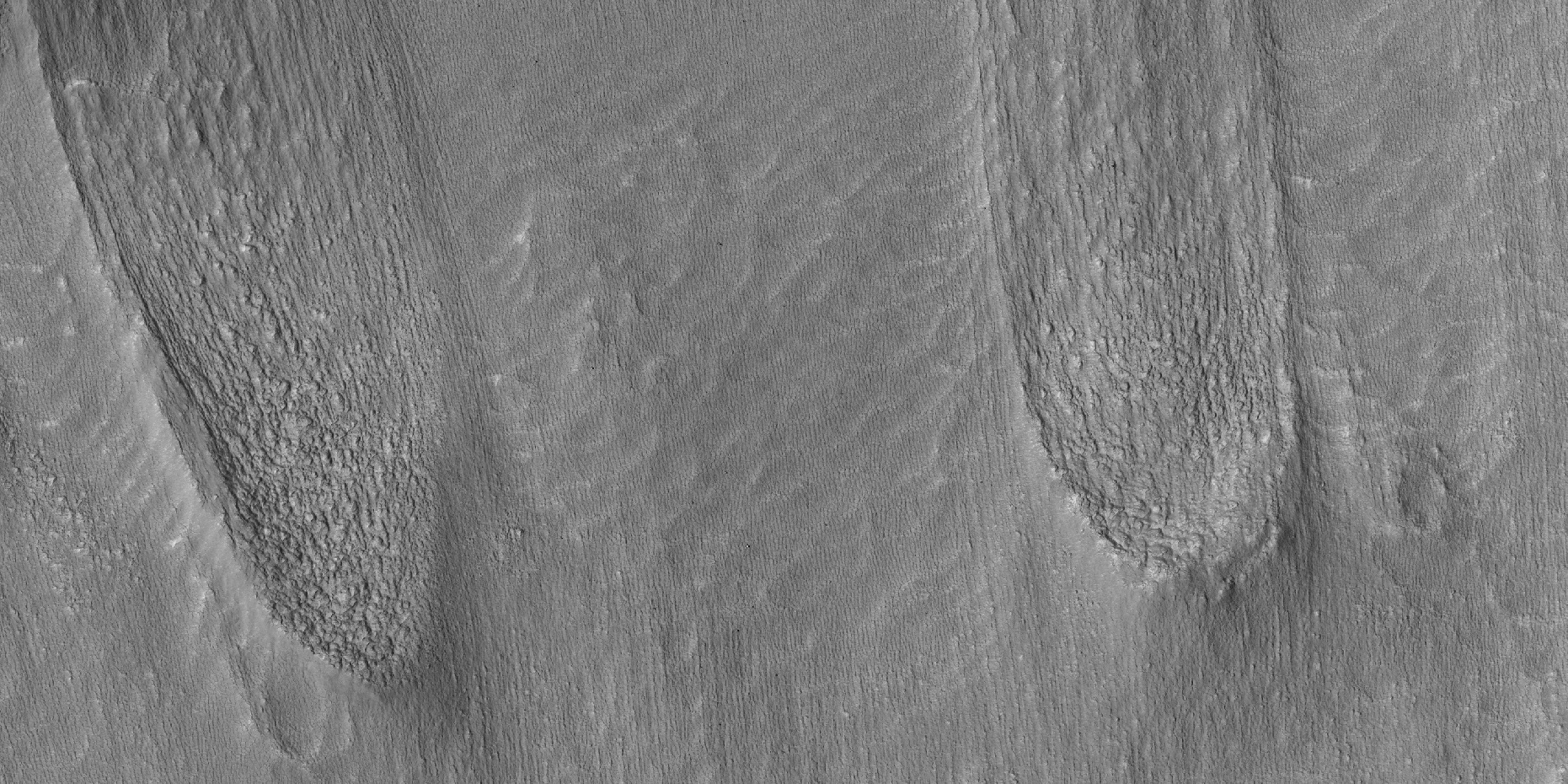
Close view of tongue-shaped flows, as seen by HiRISE under the HiWish program

## Sông suối cổ
Có rất nhiều bằng chứng cho thấy nước từng chảy trong các thung lũng sông trên Sao Hỏa. Hình ảnh từ quỹ đạo cho thấy các thung lũng quanh co, thung lũng phân nhánh và thậm chí uốn khúc với hồ oxbow. Một số có thể nhìn thấy trong các hình ảnh dưới đây.

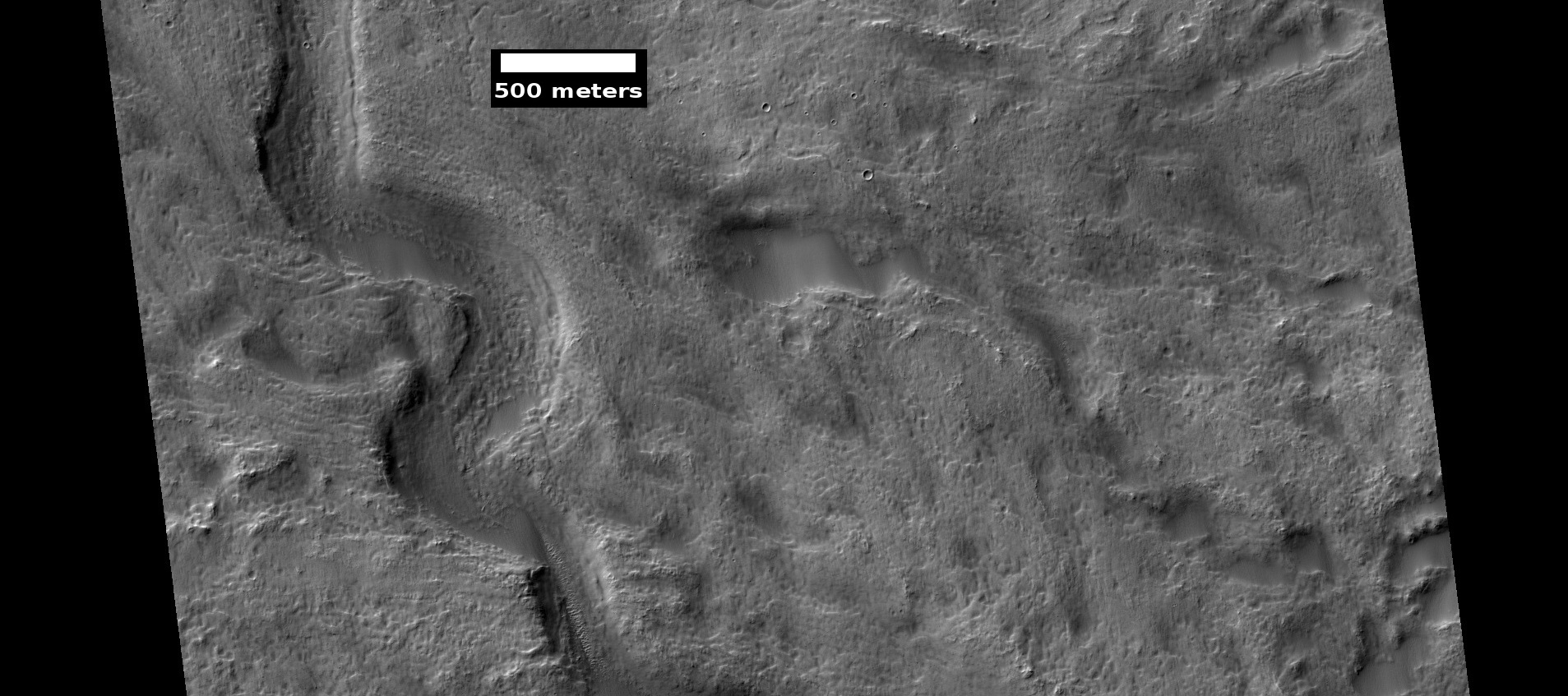
Channel on floor of Newton Crater, as seen by HiRISE under HiWish program.
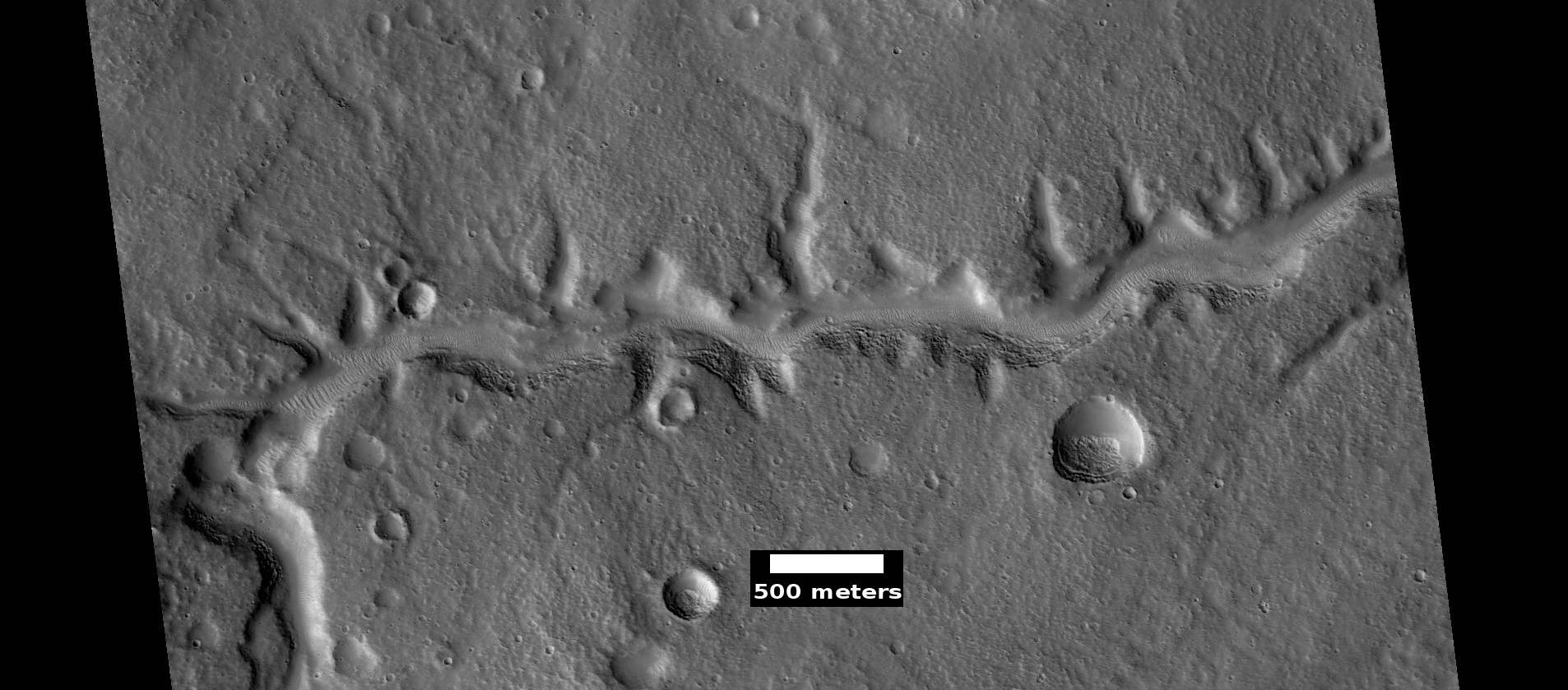
Branched channel, as seen by HiRISE under HiWish program.
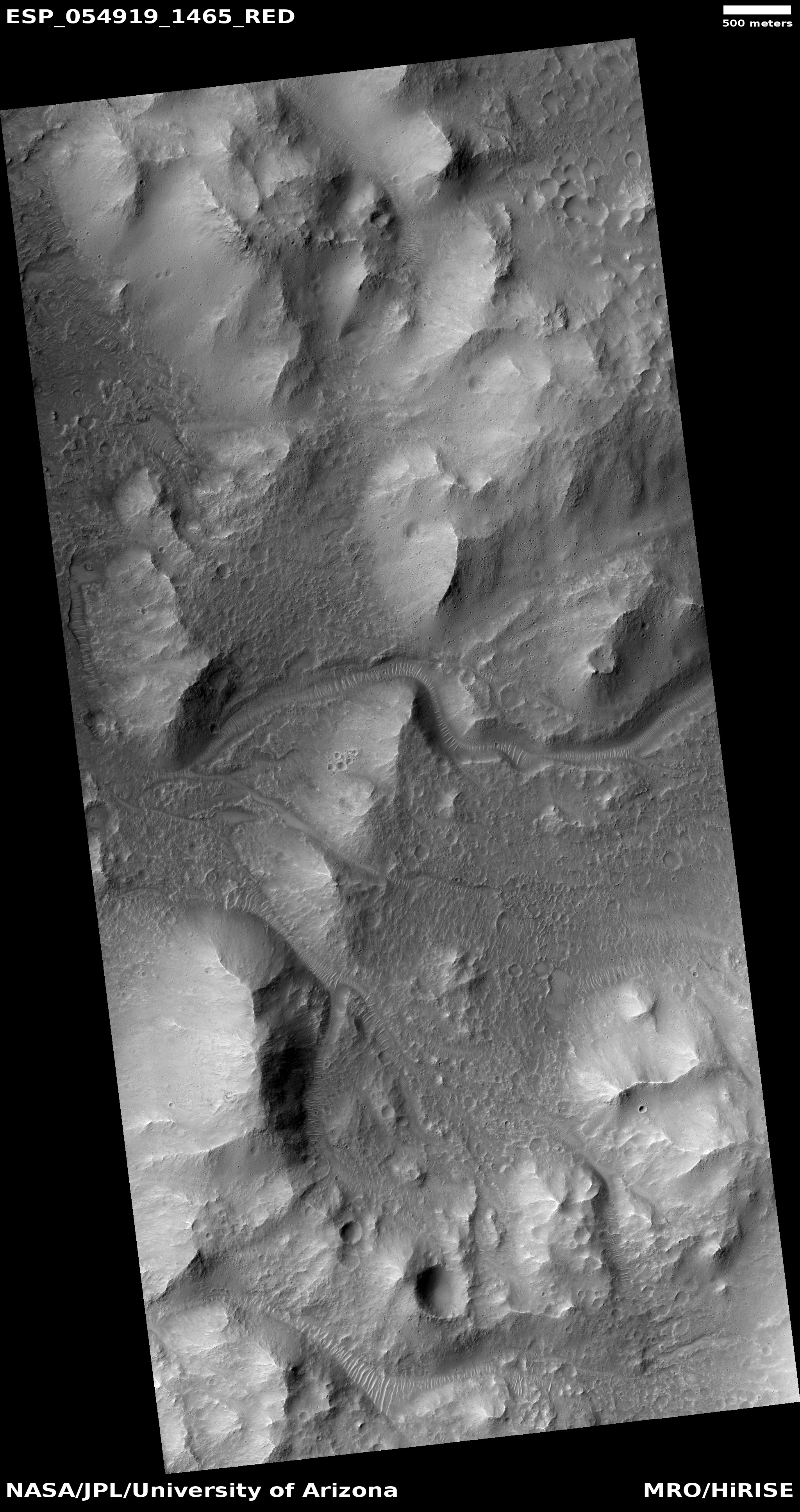
Channel, as seen by HiRISE under HiWish program
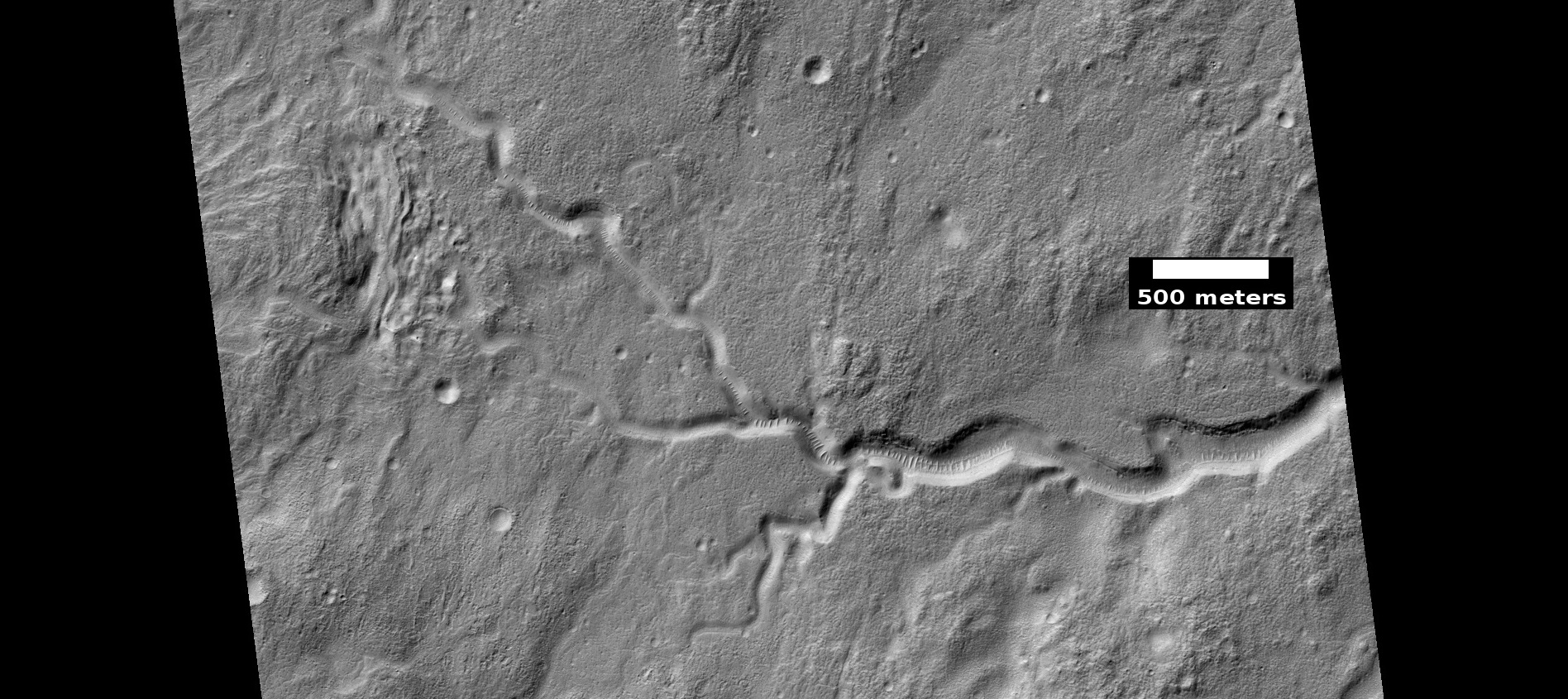
Branched channel, as seen by HiRISE under HiWish program.
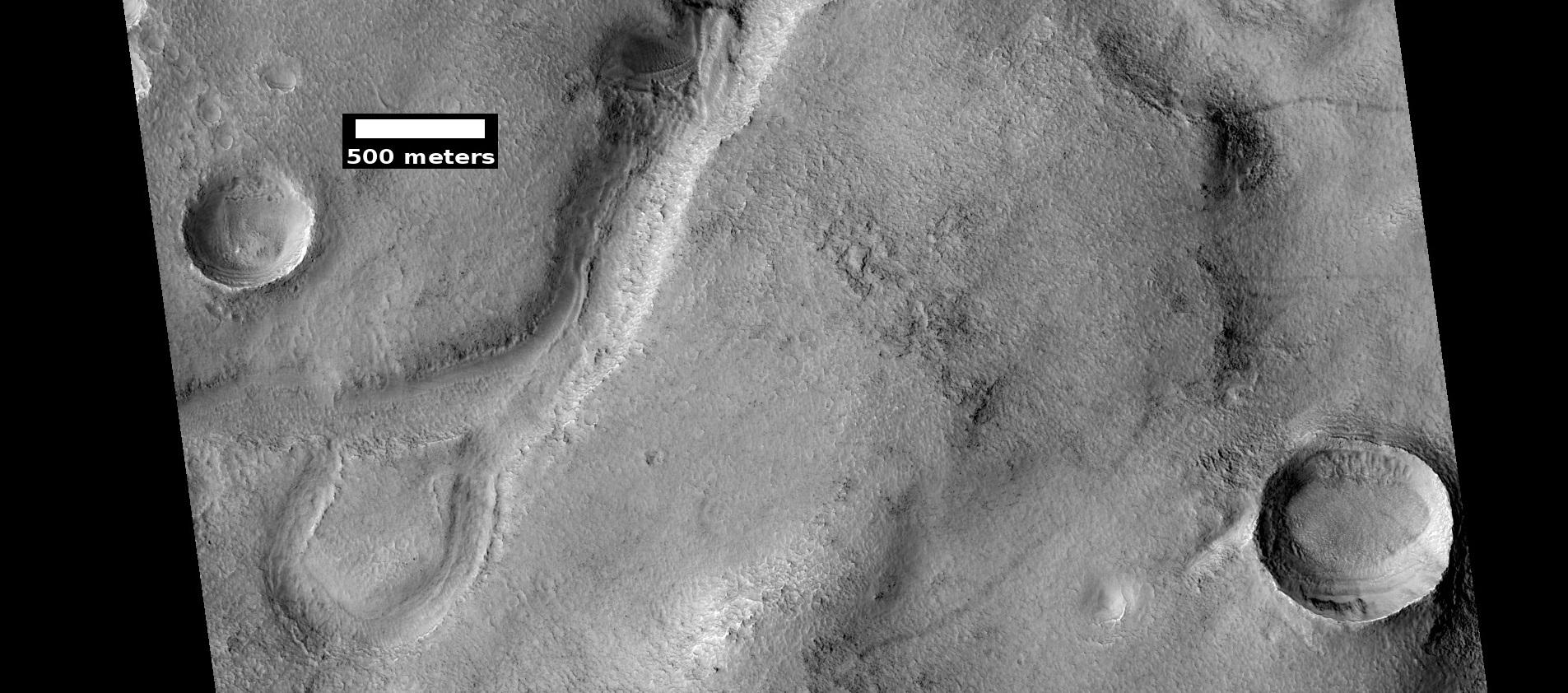
Oxbow lake, as seen by HiRISE under HiWish program.
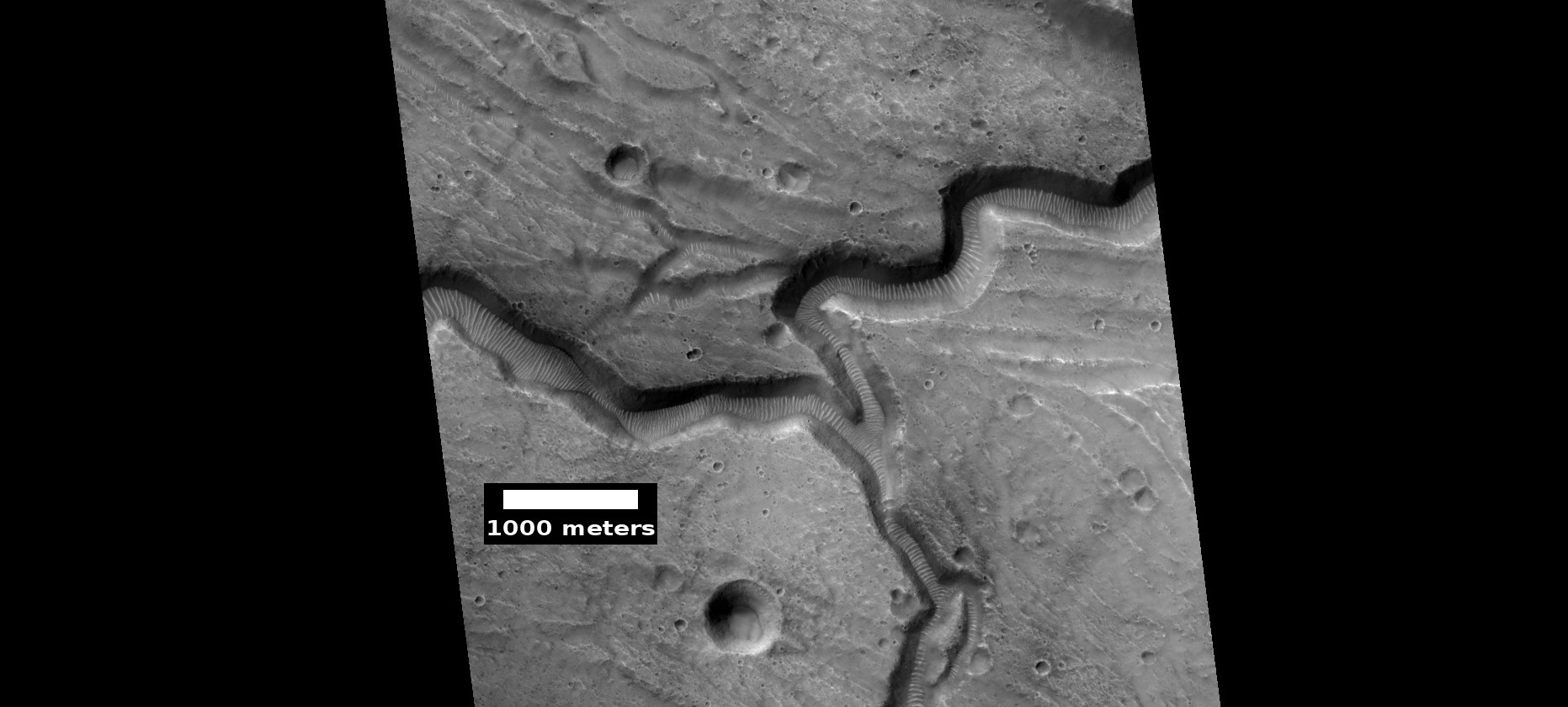
Valleys as seen by HiRISE under HiWish program
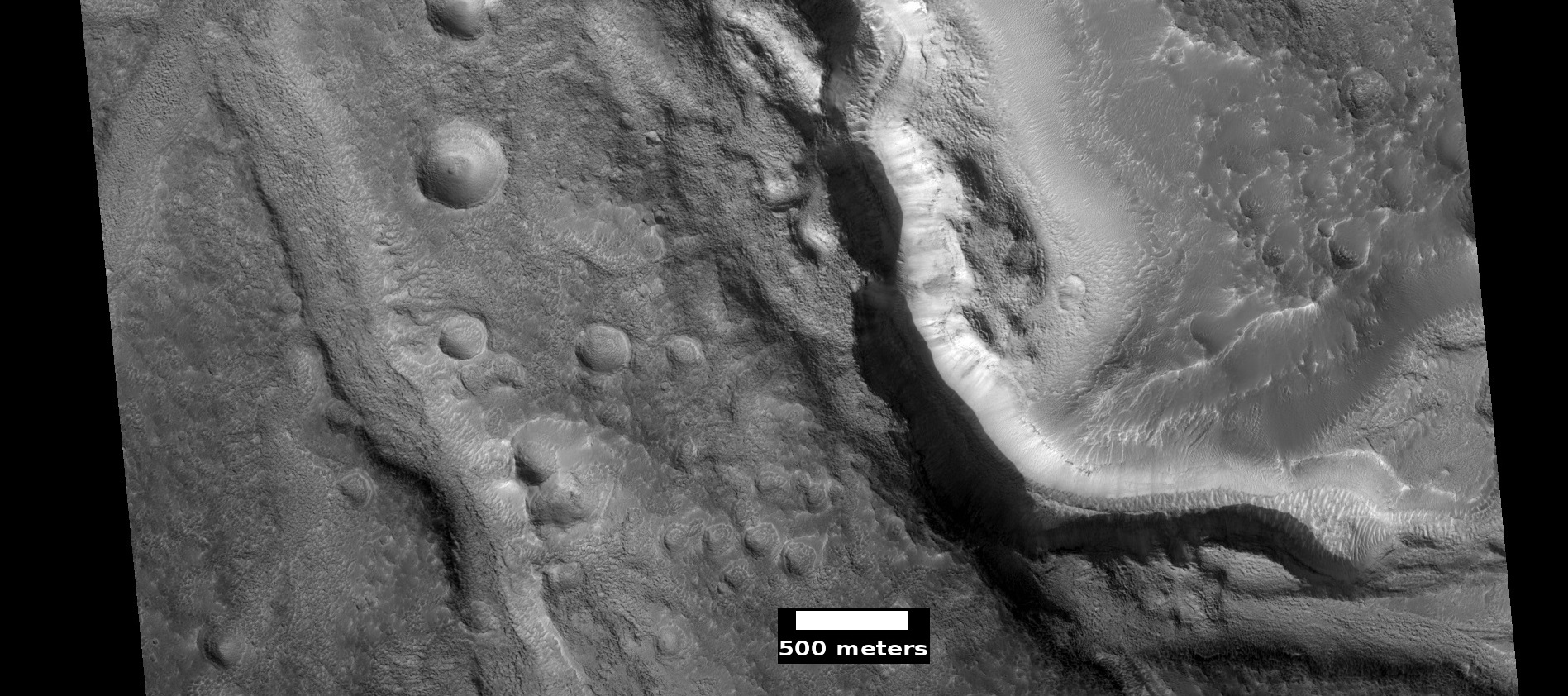
Channel in Arabia, as seen by HiRISE under HiWish program.
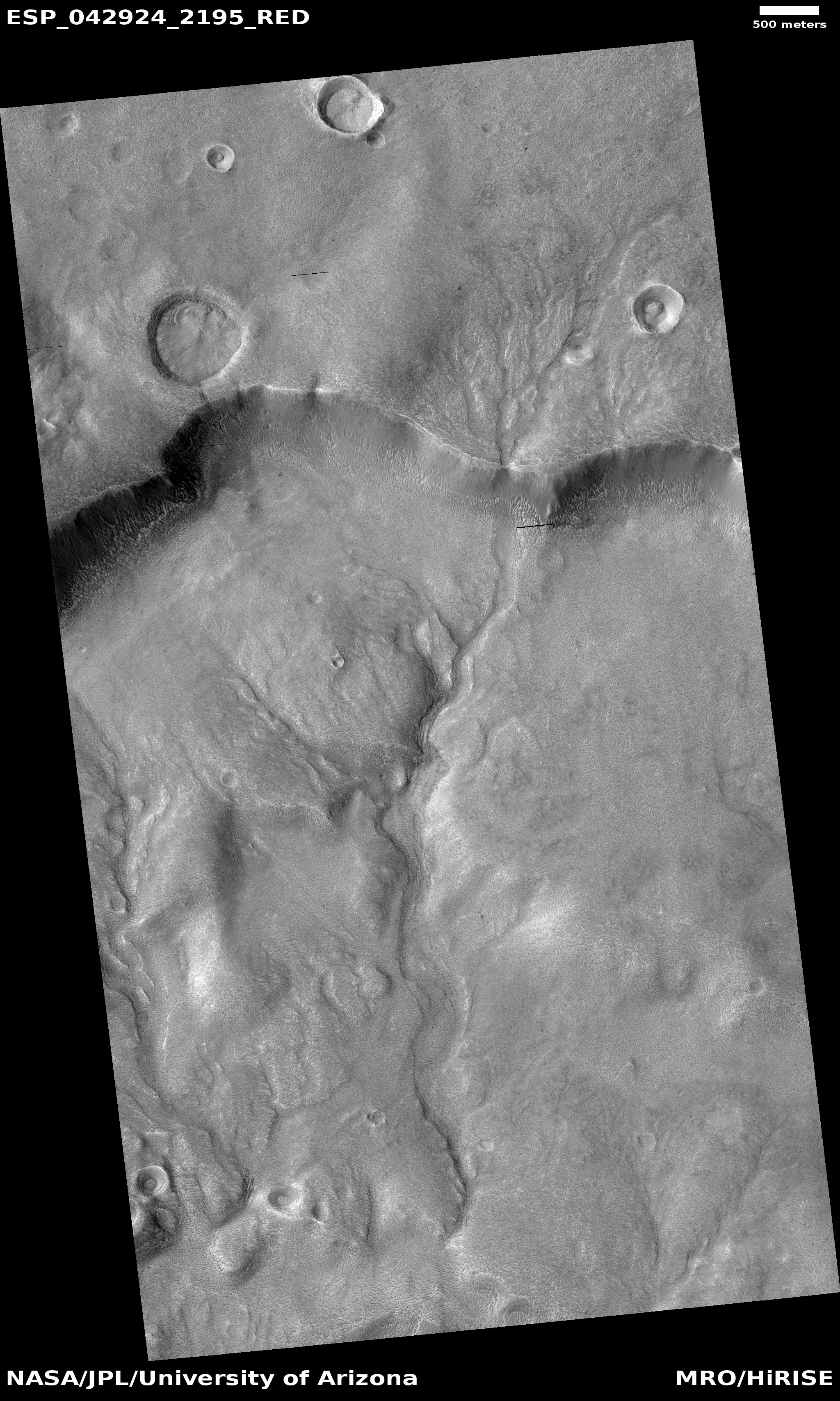
Channel system that travels through part of a crater, as seen by HiRISE under HiWish program
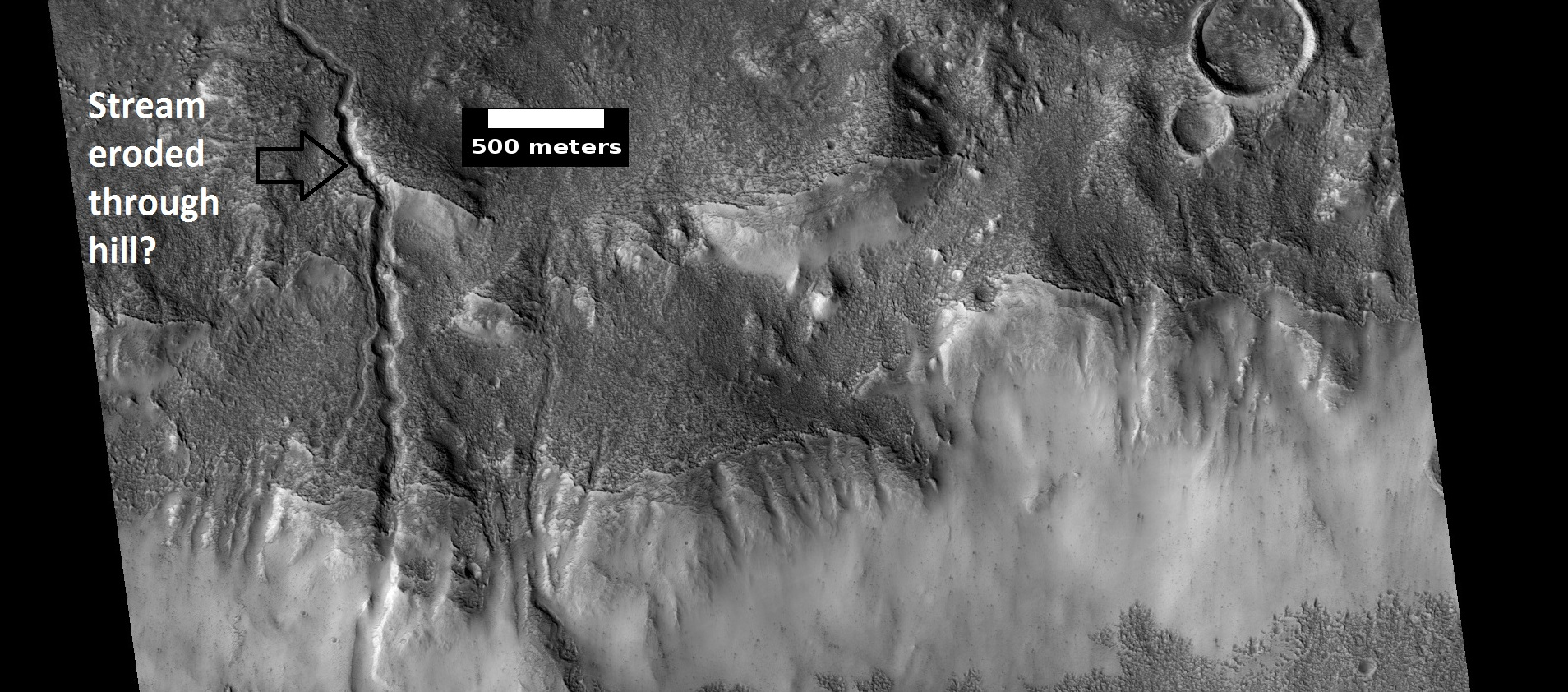
Channels, as seen by HiRISE under HiWish program.  Stream appears to have eroded through a hill.
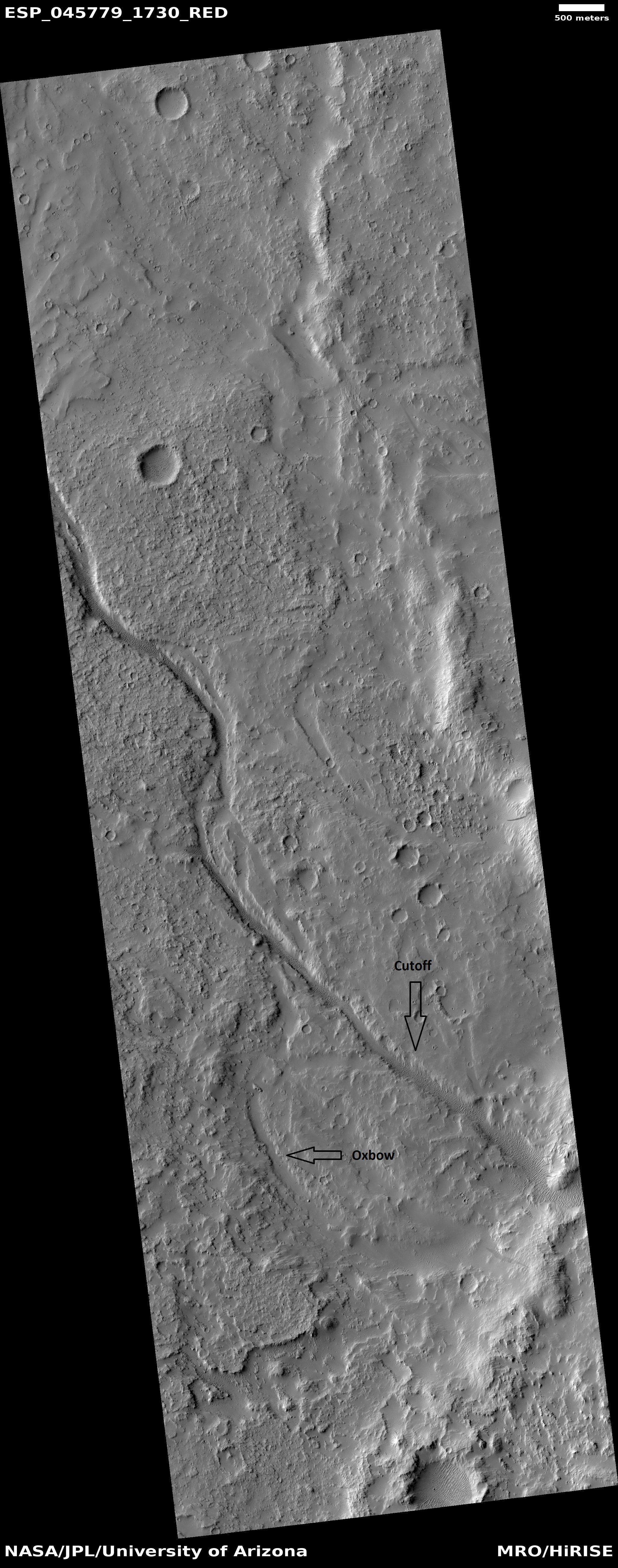
Channel showing an old oxbow and a cutoff, as seen by HiRISE under HiWish program.  Location is Memnonia quadrangle.
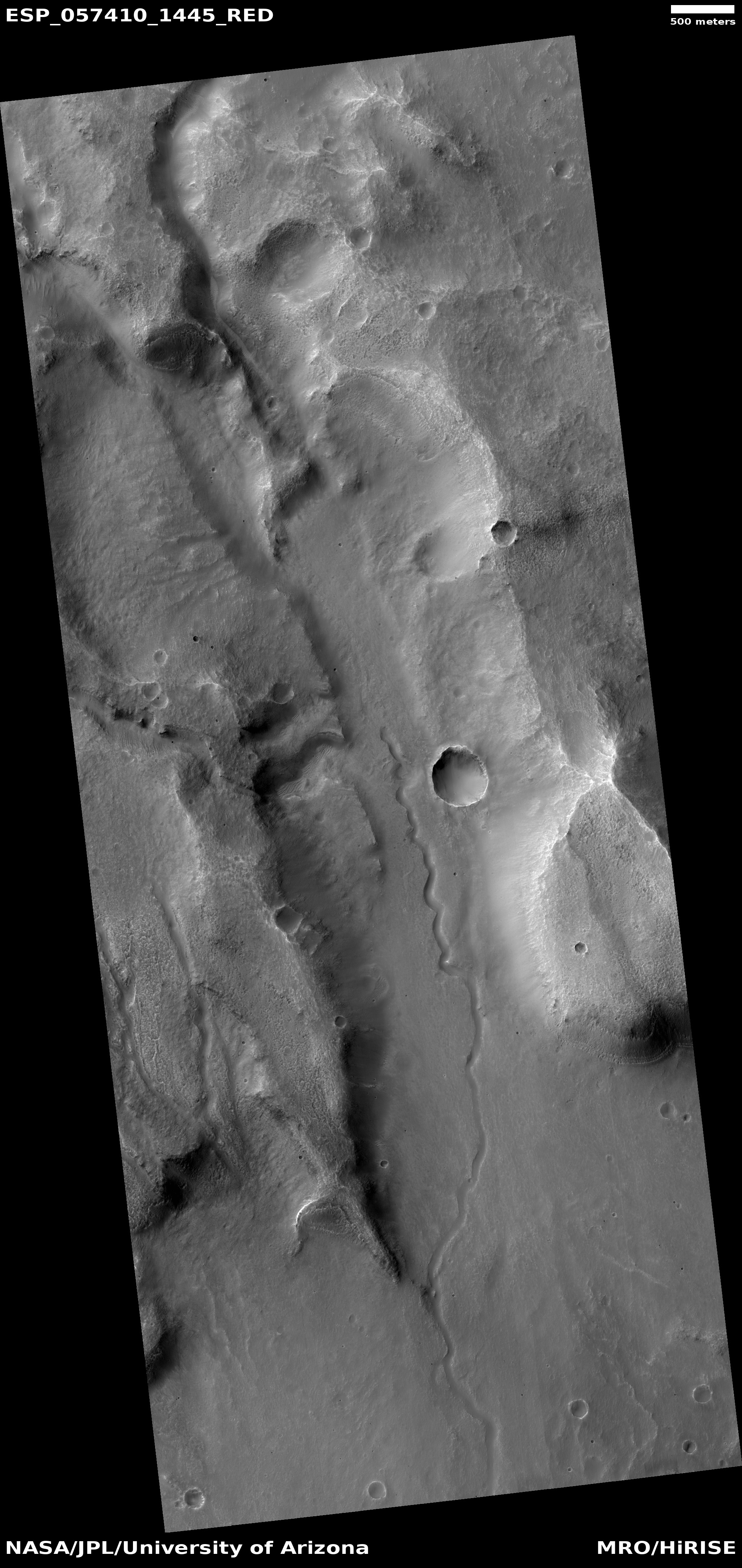
Channel on floor of valley, as seen by HiRISE under HiWish program. Location is Eridania quadrangle.
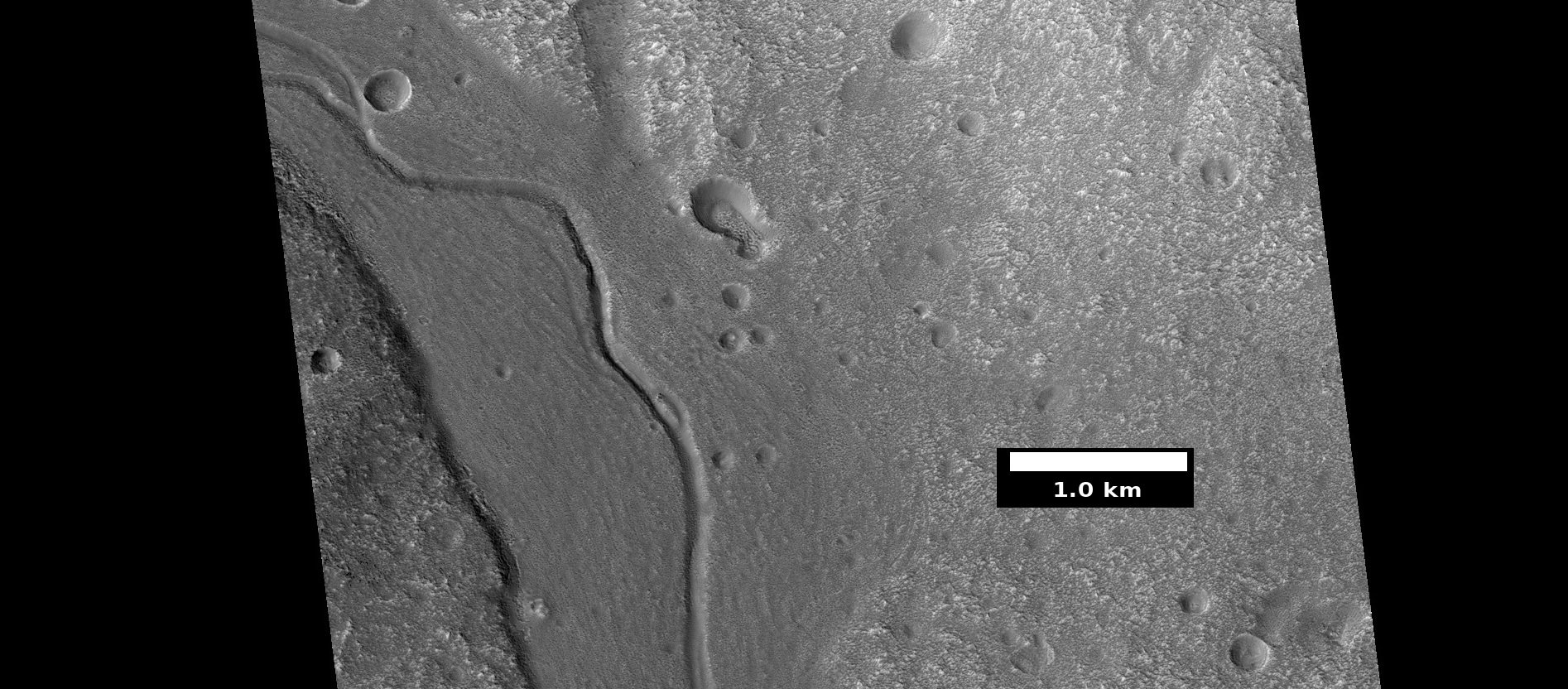
Close view of channel in Ismenius Lacus quadrangle, as seen by HiRISE under HiWish program
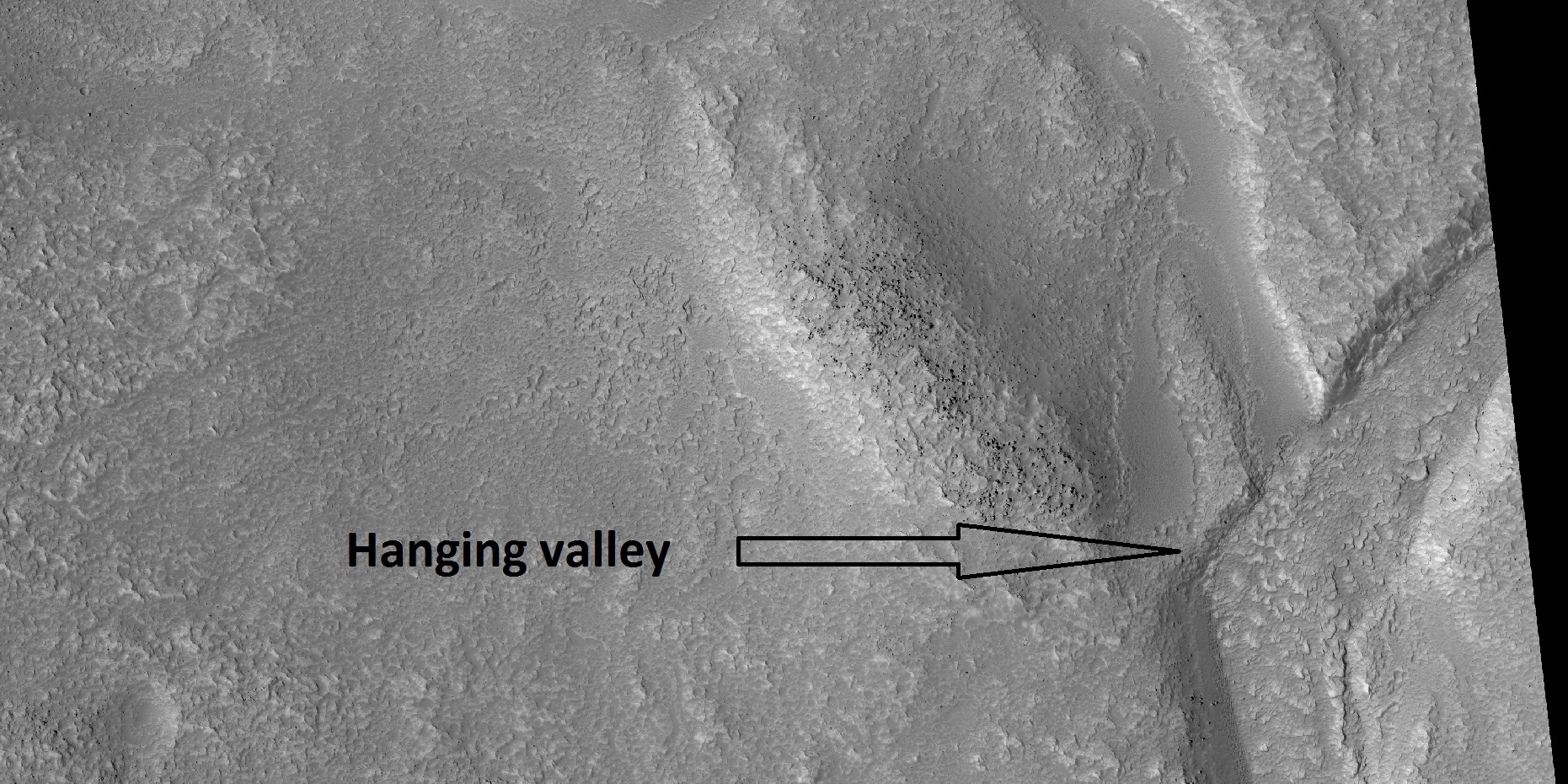
Channel with hanging valley in Ismenius Lacus quadrangle, as seen by HiRISE under HiWish program
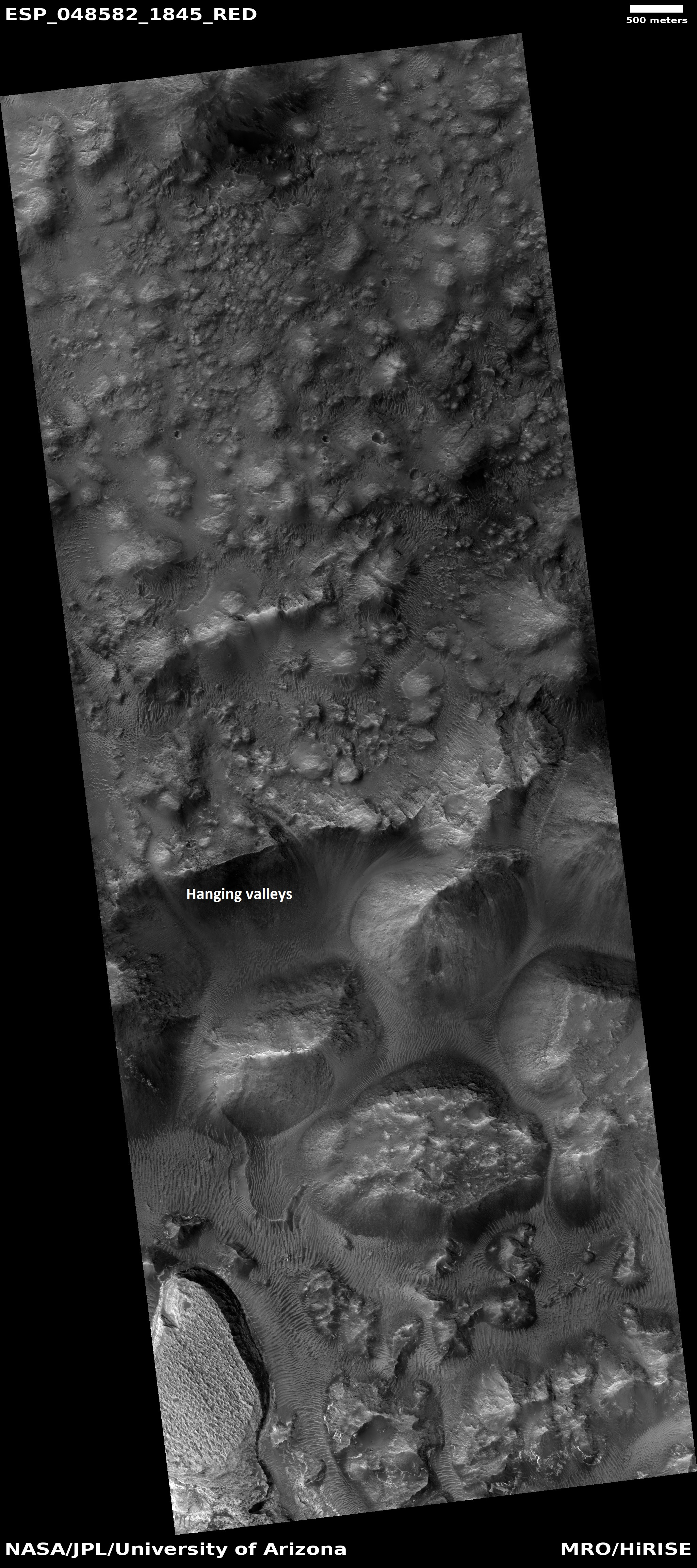
Hanging valleys in Aram Chaos, as seen by HiRISE under HiWish program
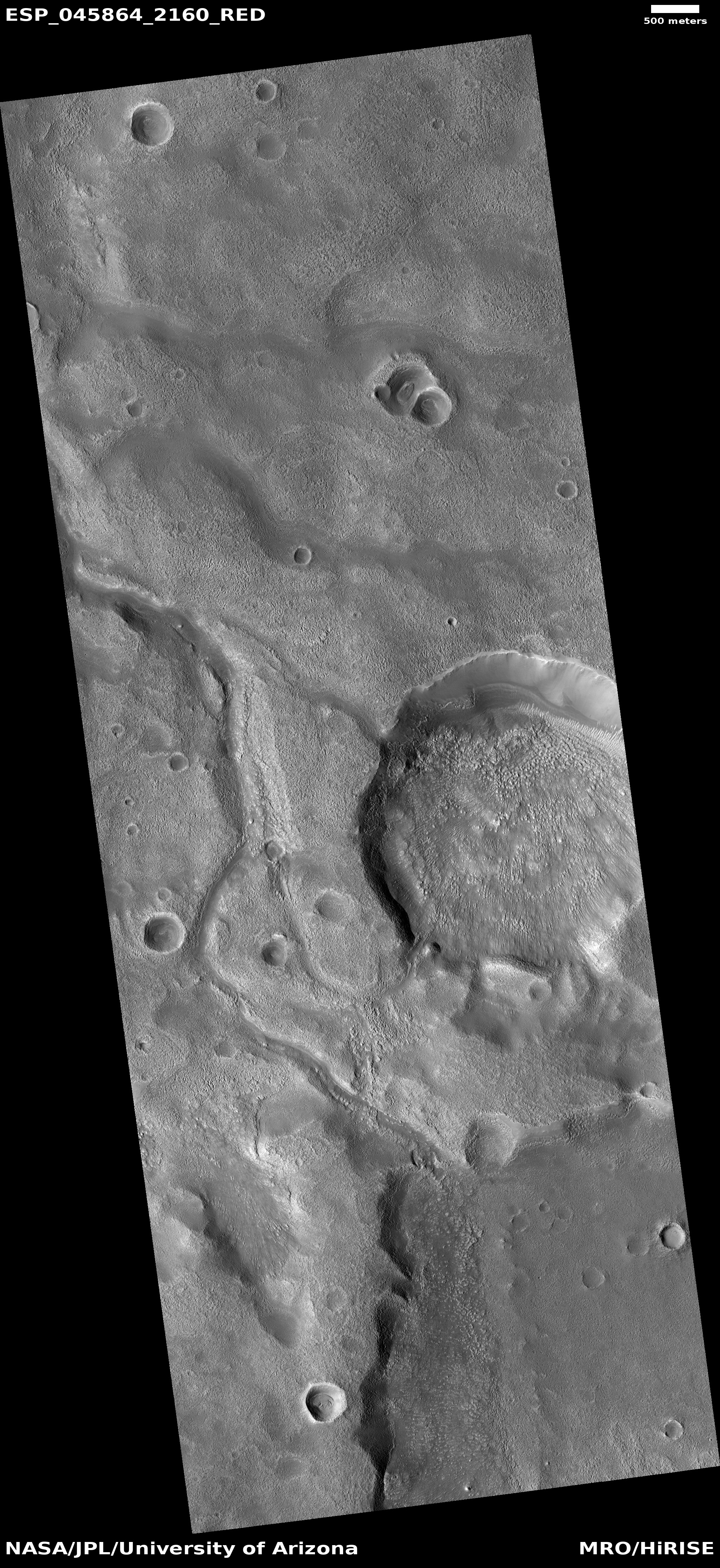
Wide view of channels in Ismenius Lacus quadrangle, as seen by HiRISE under HiWish program